# Apertotemporalis
Apertotemporalis baharijensis
Genre
Espèce
Apertotemporalis est un genre fossile douteux de tortues bothrémydidés ayant vécu durant l'étage Cénomanien du Crétacé supérieur dans ce qui est aujourd'hui l'Afrique du Nord. La seule espèce rattachée est Apertotemporalis baharijensis, originellement décrite en 1934 par le paléontologue allemand Ernst Stromer uniquement à partir d'un crâne partiel et très fragmentaire ayant été découvert dans la formation de Bahariya, en Égypte. Stockée à Munich, l'unique spécimen connu est détruit en 1944 durant la Seconde Guerre mondiale,,.

## Systématique
Le nom valide complet (avec auteur) de ce taxon est Apertotemporalis Stromer, 1934,.

### Publication originale
- (de) Ernst Stromer, « Ergebnisse der Forschungsreisen Prof. E. Stromers in den Wüsten Ägyptens. II. Wirbeltier-Reste der Baharije-Stufe (unterstes Cenoman). 14. Testudinata », Abhandlungen der Bayerischen Akademie der Wissenschaften, vol. 25,‎ 1934, p. 1-26 (lire en ligne)